# Championnat de France amateurs de football 1963-1964
Navigation
Division Nationale 1962-1963 Division Nationale 1964-1965
Le championnat de France amateur de football 1963-1964 est la 26e édition du championnat de France amateur, organisé par la Fédération française de football. Comme toutes les éditions précédentes, elle est ouverte uniquement à des équipes premières,.
Il s'agit de la 16e édition disputée sous forme de championnat annuel, appelé Division Nationale, qui constitue alors le premier niveau de la hiérarchie du football français amateur. 
La compétition est remportée par l'AS Monaco, vainqueur de la poule finale.

## Déroulement de la compétition
La compétition commence en septembre 1963 et se termine en mars 1964.

## Division Nationale du C.F.A.
Promotions et relégations
- Relégation en ligue régionale mais repêché.
- Relégation en ligue régionale.

Phase finale
- Participe à la phase finale de la compétition.
- Vainqueur de la phase finale de la compétition.

### Groupe Nord
| \| US Quevilly AS Aulnoye UA Sedan-Torcy FC Dieppe RC Calais US Dunkerque FC Rouen Stade de Reims Amiens SC SM Caen AS Beauvais Stade de Compiègne FCO Charleville \| Équipes du groupe Nord |
| US Quevilly AS Aulnoye UA Sedan-Torcy FC Dieppe RC Calais US Dunkerque FC Rouen Stade de Reims Amiens SC SM Caen AS Beauvais Stade de Compiègne FCO Charleville                              |

| Rang | Équipe             | Pts | J  | G  | N  | P  | Bp | Bc | GA    |
| ---- | ------------------ | --- | -- | -- | -- | -- | -- | -- | ----- |
| 1    | US Quevilly        | 36  | 24 | 16 | 4  | 4  | 39 | 18 | 2,167 |
| 2    | AS Aulnoye         | 31  | 24 | 12 | 7  | 5  | 27 | 20 | 1,35  |
| 3    | UA Sedan-Torcy     | 31  | 24 | 14 | 3  | 7  | 53 | 34 | 1,559 |
| 4    | FC Dieppe          | 30  | 24 | 10 | 10 | 4  | 31 | 26 | 1,192 |
| 5    | RC Calais          | 28  | 24 | 12 | 4  | 8  | 51 | 26 | 1,962 |
| 6    | US Dunkerque       | 26  | 24 | 11 | 4  | 9  | 39 | 25 | 1,56  |
| 7    | Amiens SC          | 25  | 24 | 10 | 5  | 9  | 31 | 23 | 1,348 |
| 8    | FC Rouen           | 24  | 24 | 8  | 8  | 8  | 35 | 28 | 1,25  |
| 9    | Stade de Reims     | 24  | 24 | 10 | 4  | 10 | 33 | 30 | 1,1   |
| 10   | SM Caen            | 22  | 24 | 10 | 2  | 12 | 52 | 57 | 0,912 |
| 11   | AS Beauvais        | 20  | 24 | 7  | 6  | 11 | 31 | 36 | 0,861 |
| 12   | Stade de Compiègne | 14  | 24 | 5  | 4  | 15 | 30 | 45 | 0,667 |
| 13   | FCO Charleville    | 1   | 24 | 0  | 1  | 23 | 10 | 91 | 0,11  |

### Groupe Est
Le groupe Est est remporté par l'AS Mulhouse. Les deux derniers du groupe sont relégués dans les championnats des Ligues régionales.
| \| AS Mulhouse · FC Mulhouse AS Strasbourg · RC Strasbourg FC Sochaux-Montbéliard JS Audun-le-Tiche ASCA Wittelsheim FC Nancy ASP Belfort UL Moyeuvre-Grande AS Mutzig SR Colmar \| Équipes du groupe Est |
| AS Mulhouse · FC Mulhouse AS Strasbourg · RC Strasbourg FC Sochaux-Montbéliard JS Audun-le-Tiche ASCA Wittelsheim FC Nancy ASP Belfort UL Moyeuvre-Grande AS Mutzig SR Colmar                             |

| Rang | Équipe                 | Pts | J  | G  | N | P  | Bp | Bc | GA    |
| ---- | ---------------------- | --- | -- | -- | - | -- | -- | -- | ----- |
| 1    | AS Mulhouse            | 32  | 22 | 13 | 6 | 3  | 46 | 24 | 1,917 |
| 2    | FC Mulhouse            | 28  | 22 | 10 | 8 | 4  | 36 | 25 | 1,44  |
| 3    | FC Sochaux-Montbéliard | 25  | 22 | 8  | 9 | 5  | 39 | 26 | 1,5   |
| 4    | JS Audun-le-Tiche      | 24  | 22 | 8  | 8 | 6  | 26 | 23 | 1,13  |
| 5    | ASCA Wittelsheim       | 22  | 22 | 8  | 6 | 8  | 31 | 34 | 0,912 |
| 6    | AS Strasbourg          | 21  | 22 | 7  | 7 | 8  | 36 | 36 | 1     |
| 7    | FC Nancy               | 21  | 22 | 10 | 1 | 11 | 33 | 38 | 0,868 |
| 8    | ASP Belfort            | 21  | 22 | 7  | 7 | 8  | 30 | 35 | 0,857 |
| 9    | UL Moyeuvre-Grande     | 21  | 22 | 8  | 5 | 9  | 33 | 37 | 0,892 |
| 10   | AS Mutzig              | 20  | 22 | 7  | 6 | 9  | 28 | 23 | 1,217 |
| 11   | RC Strasbourg          | 19  | 22 | 7  | 5 | 10 | 32 | 35 | 0,914 |
| 12   | SR Colmar              | 10  | 22 | 2  | 6 | 14 | 21 | 55 | 0,382 |

### Groupe Centre
| \| SA Thiers ECAC Chaumont CS Fontainebleau CL Dijon EDS Montluçon CA Montreuil AS Bagneaux-Nemours RC Vichy FC Gueugnon AS Troyes RC Franc-Comtois La Combelle CA \| Équipes du groupe Centre |
| SA Thiers ECAC Chaumont CS Fontainebleau CL Dijon EDS Montluçon CA Montreuil AS Bagneaux-Nemours RC Vichy FC Gueugnon AS Troyes RC Franc-Comtois La Combelle CA                                |

| Rang | Équipe              | Pts | J  | G  | N | P  | Bp | Bc | GA    |
| ---- | ------------------- | --- | -- | -- | - | -- | -- | -- | ----- |
| 1    | SA Thiers           | 30  | 22 | 13 | 4 | 5  | 42 | 27 | 1,556 |
| 2    | ECAC Chaumont       | 28  | 22 | 12 | 4 | 6  | 37 | 30 | 1,233 |
| 3    | CS Fontainebleau    | 24  | 22 | 9  | 6 | 7  | 34 | 21 | 1,619 |
| 4    | CSL Dijon           | 24  | 22 | 10 | 4 | 8  | 26 | 27 | 0,963 |
| 5    | EDS Montluçon       | 23  | 22 | 8  | 7 | 7  | 40 | 23 | 1,739 |
| 6    | CA Montreuil        | 23  | 22 | 8  | 7 | 7  | 34 | 23 | 1,478 |
| 7    | AS Bagneaux-Nemours | 22  | 22 | 9  | 4 | 9  | 28 | 24 | 1,167 |
| 8    | RC Vichy            | 22  | 22 | 8  | 6 | 8  | 25 | 23 | 1,087 |
| 9    | FC Gueugnon         | 21  | 22 | 7  | 7 | 8  | 27 | 26 | 1,038 |
| 10   | AS Troyes           | 19  | 22 | 7  | 5 | 10 | 29 | 48 | 0,604 |
| 11   | RC Franc-Comtois    | 15  | 22 | 6  | 3 | 13 | 20 | 39 | 0,513 |
| 12   | La Combelle CA      | 13  | 22 | 4  | 5 | 13 | 18 | 49 | 0,367 |

### Groupe Ouest
| \| LB Châteauroux Stade quimpérois AS Brest FC Nantes AAJ Blois Stade saint-germanois Arago Orléans Stade rennais UC AC Amboise SC Challans US Le Mans CA Paris \| Équipes du groupe Ouest |
| LB Châteauroux Stade quimpérois AS Brest FC Nantes AAJ Blois Stade saint-germanois Arago Orléans Stade rennais UC AC Amboise SC Challans US Le Mans CA Paris                               |

| Rang | Équipe                | Pts | J  | G  | N | P  | Bp | Bc | GA    |
| ---- | --------------------- | --- | -- | -- | - | -- | -- | -- | ----- |
| 1    | La Berrichonne        | 37  | 22 | 17 | 3 | 2  | 48 | 16 | 3     |
| 2    | Stade Quimpérois      | 27  | 22 | 11 | 5 | 6  | 39 | 26 | 1,5   |
| 3    | AS Brestoise          | 27  | 22 | 10 | 7 | 5  | 32 | 22 | 1,455 |
| 4    | FC Nantes             | 26  | 22 | 10 | 6 | 6  | 36 | 25 | 1,44  |
| 5    | AAJ Blois             | 26  | 22 | 11 | 4 | 7  | 33 | 24 | 1,375 |
| 6    | Stade saint-germanois | 21  | 22 | 9  | 3 | 10 | 19 | 20 | 0,95  |
| 7    | Arago Orléans         | 21  | 22 | 7  | 7 | 8  | 30 | 28 | 1,071 |
| 8    | Stade rennais UC      | 21  | 22 | 9  | 3 | 10 | 30 | 34 | 0,882 |
| 9    | AC Amboise            | 19  | 22 | 7  | 5 | 10 | 31 | 47 | 0,66  |
| 10   | SC Challans           | 19  | 22 | 7  | 5 | 10 | 32 | 36 | 0,889 |
| 11   | US du Mans            | 16  | 22 | 6  | 4 | 12 | 26 | 39 | 0,667 |
| 12   | CA Paris              | 4   | 22 | 0  | 4 | 18 | 10 | 49 | 0,204 |

### Groupe Sud-Ouest
| \| Girondins de Bordeaux EF Bergerac ESA Brive US Albi Chamois niortais US Revel Stade poitevin PEP US Cazères FC Pau SO Chatellerault US Tarascon sur Ariège Stade Pauillacais-Macau \| Équipes du groupe Sud-Ouest |
| Girondins de Bordeaux EF Bergerac ESA Brive US Albi Chamois niortais US Revel Stade poitevin PEP US Cazères FC Pau SO Chatellerault US Tarascon sur Ariège Stade Pauillacais-Macau                                   |

| Rang | Équipe                  | Pts | J  | G  | N | P  | Bp | Bc | GA    |
| ---- | ----------------------- | --- | -- | -- | - | -- | -- | -- | ----- |
| 1    | Girondins de Bordeaux   | 33  | 22 | 16 | 1 | 5  | 58 | 19 | 3,053 |
| 2    | EF Bergerac             | 31  | 22 | 14 | 3 | 5  | 29 | 20 | 1,45  |
| 3    | ESA Brive               | 26  | 22 | 10 | 6 | 6  | 41 | 25 | 1,64  |
| 4    | US Albi                 | 25  | 22 | 10 | 5 | 7  | 34 | 24 | 1,417 |
| 5    | Chamois niortais        | 25  | 22 | 10 | 5 | 7  | 33 | 26 | 1,269 |
| 6    | US Revel                | 22  | 22 | 9  | 4 | 9  | 28 | 39 | 0,718 |
| 7    | Stade poitevin PEP      | 21  | 22 | 7  | 7 | 8  | 26 | 26 | 1     |
| 8    | US Cazères              | 19  | 22 | 5  | 9 | 8  | 30 | 34 | 0,882 |
| 9    | FC Pau                  | 19  | 22 | 8  | 3 | 11 | 30 | 34 | 0,882 |
| 10   | SO Chatellerault        | 18  | 22 | 5  | 8 | 9  | 20 | 27 | 0,741 |
| 11   | US Tarascon             | 17  | 22 | 7  | 3 | 12 | 26 | 42 | 0,619 |
| 12   | Stade Pauillacais-Macau | 8   | 22 | 2  | 4 | 16 | 23 | 59 | 0,39  |

### Groupe Sud-Est
| \| AS Monaco GFCO Ajaccio FC Annecy SEC Bastia Olympique avignonnais SC Draguignan US Montelimar SSMC Miramas CS Louhans Olympique lyonnais SO Chambéry Stade La Voulte \| Équipes du groupe Sud-Est |
| AS Monaco GFCO Ajaccio FC Annecy SEC Bastia Olympique avignonnais SC Draguignan US Montelimar SSMC Miramas CS Louhans Olympique lyonnais SO Chambéry Stade La Voulte                                 |

| Rang | Équipe                | Pts | J  | G  | N  | P  | Bp | Bc | GA    |
| ---- | --------------------- | --- | -- | -- | -- | -- | -- | -- | ----- |
| 1    | AS Monaco             | 33  | 22 | 13 | 7  | 2  | 37 | 11 | 3,364 |
| 2    | FC Annecy             | 27  | 22 | 10 | 7  | 5  | 29 | 21 | 1,381 |
| 3    | GFCO Ajaccio          | 26  | 22 | 10 | 6  | 6  | 33 | 17 | 1,941 |
| 4    | Olympique avignonnais | 25  | 22 | 10 | 5  | 7  | 34 | 30 | 1,133 |
| 5    | SEC Bastia            | 24  | 22 | 7  | 10 | 5  | 21 | 21 | 1     |
| 6    | SC Draguignan         | 21  | 22 | 7  | 7  | 8  | 32 | 32 | 1     |
| 7    | US Montelimar         | 21  | 22 | 8  | 5  | 9  | 26 | 39 | 0,667 |
| 8    | SSMC Miramas          | 20  | 22 | 5  | 10 | 7  | 25 | 28 | 0,893 |
| 9    | CS Louhans            | 20  | 22 | 7  | 6  | 9  | 20 | 23 | 0,87  |
| 10   | Olympique lyonnais    | 17  | 22 | 8  | 1  | 13 | 29 | 30 | 0,967 |
| 11   | SO Chambéry           | 16  | 22 | 7  | 2  | 13 | 28 | 49 | 0,571 |
| 12   | Stade La Voulte       | 14  | 22 | 5  | 4  | 13 | 25 | 45 | 0,556 |

## Phase finale
Les six vainqueurs de groupe sont regroupés en une poule unique; mini-championnat en match aller seulement. La compétition se déroule du 26 avril au 24 mai 1964.
| Rang | Équipe                | Pts | J | G | N | P | Bp | Bc | GA    |
| ---- | --------------------- | --- | - | - | - | - | -- | -- | ----- |
| 1    | AS Monaco             | 9   | 5 | 4 | 1 | 0 | 16 | 6  | 2,667 |
| 2    | La Berrichonne        | 7   | 5 | 3 | 1 | 1 | 12 | 6  | 2     |
| 3    | US Quevilly           | 5   | 5 | 2 | 1 | 2 | 17 | 13 | 1,308 |
| 4    | Girondins de Bordeaux | 5   | 5 | 2 | 1 | 2 | 10 | 12 | 0,833 |
| 5    | SA Thiers             | 2   | 5 | 1 | 0 | 4 | 11 | 22 | 0,5   |
| 6    | AS Mulhouse           | 2   | 5 | 0 | 2 | 3 | 5  | 12 | 0,417 |